# Trish Van Devere
Trish Van Devere, nata Patricia Louise Dressel (Tenafly, 9 marzo 1941), è un'attrice statunitense.

## Biografia
Nata nel New Jersey, è stata sposata con l'attore George C. Scott dal 1972 fino alla morte di lui, avvenuta nel 1999 per un aneurisma. Nel 1970 prese parte ai suoi primi film e ottenne il successo con la commedia Senza un filo di classe, al fianco di George Segal. Nel 1972 interpretò Una donna in attesa di divorzio, grazie al quale nel 1973 ottenne una nomination al Golden Globe per la migliore attrice in un film drammatico. Negli anni settanta e ottanta prese parte anche a diverse produzioni televisive, tra cui Professione pericolo e Colombo. Nel 1980 vinse un Genie Award per l'horror Changeling.

## Filmografia parziale

### Cinema
- Il padrone di casa (The Landlord), regia di Hal Ashby (1970)
- Senza un filo di classe (Where's Poppa?), regia di Carl Reiner (1970)
- L'ultima fuga (The Last Run), regia di Richard Fleischer (1971)
- Una donna in attesa di divorzio (One Is a Lonely Number), regia di Mel Stuart (1972)
- Il professionista (Harry in Your Pocket), regia di Bruce Geller (1973)
- Il giorno del delfino (The Day of the Dolphin), regia di Mike Nichols (1973)
- The Savage Is Loose, regia di George C. Scott (1974)
- Il boxeur e la ballerina (Movie Movie), regia di Stanley Donen (1978)
- Changeling (The Changeling), regia di Peter Medak (1980)
- Incubo infernale (The Hearse), regia di George Bowers (1980)
- Uphill All the Way, regia di Frank Q. Dobbs (1986)
- Hollywood Vice Squad, regia di Penelope Spheeris (1986)
- Messaggio di morte (Messenger of Death), regia di J. Lee Thompson (1988)

### Televisione
- Bella e la bestia (Beauty and the Beast), regia di Fielder Cook – film TV (1976)
- Sharon - Ritratto di una signora (Sharon: Portrait of a Mistress), regia di Robert Greenwald – film TV (1977)
- Colombo (Columbo) – serie TV, episodio 7x03 (1978)
- Il viaggio della Mayflower (Mayflower: The Pilgrims' Adventure), regia di George Schaefer – film TV (1979)
- Autostop per il cielo (Highway to Heaven) – serie TV, episodio 1x21 (1985)

## Doppiatrici italiane
- Vittoria Febbi ne Il professionista, Messaggio di morte
- Laura Gianoli in Una donna in attesa di divorzio
- Fiorella Betti ne Il giorno del delfino
- Eva Ricca in Changeling - Lo scambio
- Roberta Greganti in Colombo